# Wing Commander (Computerspiel)
Wing Commander ist der erste Teil der gleichnamigen Science-Fiction-Computerspielserie Wing Commander von Origin Systems. Es ist eine Weltraum-Flugsimulation und erschien 1990 für den PC. Darauf folgend wurde das Spiel auf zahlreiche weitere Plattformen portiert. Der Spieler schlüpft in die Rolle eines Raumjägerpiloten im Krieg der Menschheit gegen die katzenartige Alienrasse der Kilrathi. Das Spiel gilt als ein maßgeblicher Faktor für den Erfolg des PCs als Spieleplattform und setzte Maßstäbe im Bereich des Grafik- und Sounddesigns.

## Handlung
Mit Wing Commander beginnt die Karriere des Protagonisten als Weltraum-Kampfpilot, die sich über mehrere Teile der Wing-Commander-Serie erstrecken wird, mit der Bestimmung des Namens am Anfang des Spiels durch den Spieler. Allgemein wegen seines markanten Äußeren als „Bluehair“ (Blauhaar) bezeichnet wird der Protagonist erst in späteren Teilen kanonisch als Christopher „Maverick“ Blair identifiziert. Frisch von der Akademie wird der Protagonist im Jahr 2654 auf den Träger „Tiger’s Claw“ versetzt, der im Vega-Sektor an vorderster Front gegen die Kilrathi operiert. In verschiedenen Sonnensystemen des Sektors gilt es, die Offensivkräfte der Kilrathi zurückzuschlagen und die menschlichen Kolonien vor ihrer vollkommenen Zerstörung zu bewahren.
Die Handlung des Spiels wird in zahlreichen animierten Zwischensequenzen erzählt. Der Verlauf des Spiels und die besuchten Sonnensysteme können dabei aufgrund einer verzweigten Missionsstruktur variieren. Neben der Rahmenhandlung spielt die Interaktion mit den Besatzungsmitgliedern eine bedeutende Rolle, die in Gesprächen mit der Spielfigur umfangreiche Informationen rund um die Spielwelt und die Ereignisse des Spiels liefern. Während seiner Laufbahn hat der Spieler die Möglichkeit, viele Auszeichnungen zu erhalten. Wing Commander ist das einzige Spiel der Reihe, in dem der Held abhängig von seiner Leistung befördert und mit Orden ausgezeichnet wird.

## Spielprinzip
Das Spiel teilt sich in zwei Abschnitte. Zwischen den Missionen kann der Spieler per Mausklick zwischen verschiedenen Bereichen an Bord des Trägerschiffs hin- und herwechseln. In der Pilotenbar kann er optionale, in animierten Zwischensequenzen präsentierte Gespräche mit den dort anwesenden Pilotenkollegen führen, die ihm Geschichten aus ihrem Leben erzählen, Hintergrundinformationen zu den Ereignissen in der Spielwelt geben oder die gegenwärtige Situation kommentieren. Ein Trainingssimulator bietet die Möglichkeit, anhand von Trainingsmissionen ohne Auswirkungen auf den Spielverlauf das Spielprinzip einzuüben. Im Pilotenschlafsaal kann der Spieler seine Medaillen und Auszeichnungen betrachten und in der PC-Fassung zusätzlich seinen Spielstand abspeichern. Mit dem Betreten des Flugdecks wird das sogenannte Mission Briefing ausgelöst, in dem der Spieler in einer animierten Zwischensequenz die Ziele seiner Flugmission erklärt bekommt.
Nach einer weiteren animierten Startsequenz beginnt die eigentliche Mission. Der Spieler steuert seinen Raumjäger in einer simulierten 3D-Weltraumumgebung aus einer Cockpitansicht in der Egoperspektive heraus. Das Spiel erlaubt eine Steuerung über alle drei Raumachsen (vor/zurück, rechts/links, hoch/runter). Im Verlauf des Spiels steuert der Spieler vier unterschiedliche, vom Programm zugewiesene Raumjägertypen, die sich in Ausstattung (Waffensysteme, Panzerung, Schildstärke) und Flugverhalten (etwa Beschleunigung, Höchstgeschwindigkeit, Wendigkeit) unterscheiden können. Zum Ausschalten von Feinden ist der Raumjäger mit Strahlenkanonen und einer begrenzten Zahl an Raketen ausgestattet. Da die Strahlengeschütze nur über ein gewisses Energiekontingent verfügen, ist kein Dauerfeuer möglich, sondern der Spieler muss regelmäßig kurze Feuerpausen einlegen, damit sich der Energiepegel wieder regenerieren kann. Neben der Schiffspanzerung wird das eigene Raumschiff durch einen sich regenerierenden Schutzschirm vor gegnerischen Angriffen geschützt. Mit Hilfe eines Nachbrenners kann der Spieler jederzeit seine Fluggeschwindigkeit kurzzeitig stark erhöhen. Der hierfür benötigte Treibstoff ist jedoch begrenzt. Ist der Schutzschirm durchbrochen und die Panzerung des eigenen Jägers zerstört, explodiert der Raumjäger und das Spiel ist beendet. Um dem Tod zu entgehen, kann der Spieler in auswegloser Situation den Notausstieg per Schleudersitz wählen. Die Mission gilt in diesem Fall zwar als fehlgeschlagen, der Spieler kann jedoch im Spielverlauf fortfahren.
Üblicherweise muss der Spieler im Missionsverlauf mehrere Navigationspunkte ansteuern und alle feindlichen Kräfte zerstören. Als Variation dazu muss der Spieler dabei manchmal wichtige Primärziele am Zielpunkt vor Ablauf einer bestimmten Zeitspanne zerstören oder in Form von Geleitschutz-Missionen die Vernichtung eigener Einheiten verhindern. Des Öfteren muss der Spieler seinen Raumjäger durch Asteroiden- und Minenfelder steuern, die den Anflug auf die Zielpunkte erschweren und den Raumgleiter bei Zusammenstoß schwer beschädigen oder zerstören können.

Missionsbaum zu Wing Commander, mit Wiedergabe der verzweigten Missionsstruktur

Im Normalfall steht dem Spieler während der Mission ein vom Programm gesteuerter Flügelmann (englisch: Wingman) zur Seite. Per Funkspruch kann der Spieler diesem rudimentäre Befehle wie selbstständiges Angreifen von Zielen oder Beibehaltung einer Flankenposition befehlen. Gegnerische Piloten können durch Beleidigungen dazu bewegt werden, ihre Angriffe auf den Spieler zu konzentrieren. Mitunter kommentieren Verbündete und gegnerische Piloten die Situation dabei auch selbstständig in Form geskripteter oder generisch-allgemein gehaltener Funkspruch-Dialoge.
Nach Beendigung der Mission und Rückkehr auf das Trägerschiff erfolgt das Debriefing der Mission in einer weiteren animierten Zwischensequenz, in der der Verlauf und Ausgang der Mission kommentiert wird. Bei besonders guten Leistungen erhält die Spielfigur unter Umständen zusätzlich einen Orden verliehen oder wird befördert. Stirbt der Flügelmann des Spielers während der Mission, folgt eine Weltraumbeerdigung. Fehlgeschlagene Missionen führen aufgrund einer verzweigten Missionsstruktur (siehe Bild) nicht zum sofortigen Game over, haben aber Auswirkungen auf die Missionsabfolge und die zugewiesenen Begleitpiloten oder Raumjäger. Bei anhaltend schlechter Leistung schließt das Spiel mit einem negativen Handlungsende.

## Geschichte

### Entwicklung
Wing Commander wurde maßgeblich von Chris Roberts entworfen, der das Gesamtkonzept des Spiels erstellte und selbst in die Programmierung involviert war. Zu den Kerninteressen von Roberts’ Arbeiten zählten jedoch vor allem das Erzählen von Geschichten und die Erzeugung visueller Welten. Daher übten auch Filme einen großen Einfluss auf seine Arbeiten aus. Im Rückblick begründete Roberts seine Entscheidung gegen eine Filmkarriere damit, dass er als Spieleentwickler alle notwendigen Arbeiten selbst erledigen und wesentlich größeren Einfluss auf die Darstellung nehmen konnte. Seit 1987 arbeitete Roberts für den texanischen Spieleentwickler Origin Systems an dem Commodore-64-Spiel Times of Lore. Das Spiel stellte mit der Art und Weise, wie es die technisch beschränkte Hardware des Heimcomputers ausreizte, nach Angaben Roberts’ zwar eine hervorragende Programmierleistung dar, der kommerzielle Erfolg blieb jedoch aus, da sich der Markt bei Veröffentlichung bereits zugunsten des wesentlich stärkeren IBM-PCs verschoben hatte.

“I decided then that my next game would be for the PC, and that I would use every bell and whistle I could with the available hardware, to deliver the biggest audiovisual punch I could. When I saw what Larry Holland was doing with 3D sprites in LucasFilm's WWII flight sim Battlehawks 1942, I decided there was no time like the present to create the I'd wanted to make from the moment I started programming.”

„Ich beschloss damals, dass mein nächstes Spiel für den PC sein würde und dass ich alles aus der verfügbaren Hardware herausholen würde, um den mir bestmöglichen audiovisuellen Rundumschlag abzuliefern. Als ich sah, was Larry Holland mit 3D-Sprites in LucasFilms Weltkriegs-Flugsimulation Battlehawks 1942 anstellte, beschloss ich, dass es keinen besseren Zeitpunkt gäbe, um das zu machen, was ich seit meinen Anfängen als Programmierer schon immer machen wollte.“

Logo vor der Umbenennung in Wing Commander

In seinem siebenseitigen Grundkonzept, das Roberts dem Origin-Management vorlegte, lautete der Titel des Spiels noch Squadron. Im Laufe der Entwicklung wurde der Titel jedoch in Wingleader umgeändert und erste Werbematerialien unter diesem Titel verteilt. Kurz vor Veröffentlichung entschied sich Origin schließlich dazu, das Spiel ein weiteres Mal in Wing Commander umzubenennen. Die Entwicklungsarbeiten begannen Anfang 1988 und dauerten 18 Monate an. Nachdem anfangs lediglich Chris Roberts und Grafiker Denis Loubet an dem Spiel arbeiteten, wuchs das Team im Laufe der Entwicklung auf die für seine Zeit beachtliche Größe von acht Vollzeit-Projektmitarbeitern und mehreren freien Mitarbeitern, Künstlern und Soundspezialisten.
Die Einflüsse für sein Weltraumszenario bezog Chefentwickler Chris Roberts hauptsächlich aus der ersten Star-Wars-Trilogie, der Originalserie Kampfstern Galactica, dem Science-Fiction-Roman Der Ewige Krieg von Joe Haldeman und den amerikanischen Militäroffensiven im Pazifik während des Zweiten Weltkrieges (Pazifikkrieg). Die terranische Konföderation ist dabei den US-Streitkräften nachempfunden, während die Kilrathi ein Abbild der japanischen Armee sind, deren Ehrenkodex und Handlungsweise stark am Bushidō-Verhaltenskodex der japanischen Samurai orientiert ist. Die Idee für das katzenhafte Aussehen dieser Rasse erhielt Roberts durch das ebenfalls katzenartige Volk der Kzin aus Larry Nivens SciFi-Romanreihe über die Ringwelt. Der Name Kilrathi leitet sich vom Englischen „to kill“ (= töten) und „wrath“ (= Zorn) ab.

“I just thought it was very important…[that] you felt like your actions had some impact on the story. You weren’t just on a predetermined path that was only one way. It wasn’t about a high score. It was completely about how you played and flew would affect the storyline, and my theory was that would give you a natural level of immersion into the world.”

„Ich dachte einfach, es sei sehr wichtig, [dass] man das Gefühl bekommt, die eigenen Handlungen hätten Auswirkungen auf die Geschichte. Du warst nicht einfach auf einem vorbestimmten Pfad, der nur in eine Richtung führt. Es ging nicht um eine Punktzahl. Es ging ausschließlich darum, dass die Art deiner Spiel- und Flugweise die Spielhandlung beeinflussen, und meine Theorie war, dass das dem Spieler ein natürliches Eintauchen in die Spielwelt ermöglicht.“

Die Grafik von Wing Commander basiert auf zweidimensionalen Sprite-Grafiken, da die Rechenleistung zeitgenössischer PCs nicht ausreichte, um Roberts Anspruch an die grafische Detailfülle mit Hilfe einer 3D-Polygongrafik zu erfüllen. Stattdessen wurden alle Objekte als Bitmaps gespeichert, mit unterschiedlichen Varianten abhängig vom Blickwinkel. Diese Bitmaps wurden je nach Flugrichtung und Entfernung gedreht bzw. in ihrer Größe skaliert, sodass der Eindruck einer 3D-Welt entstand. Das brachte zugleich den Vorteil, dass die Grafik nicht in Echtzeit berechnet werden musste und ermöglichte nach Aussage Roberts erst die filmartige Präsentation. Um diesen Eindruck zu verstärken, verzichtete Roberts auch auf die Verwendung eines üblichen menübasierten Interfaces. Stattdessen erreicht der Spieler die unterschiedlichen Bereiche und Funktionen über ein Point-&-Click-Interface. So verbarg sich die Speicherfunktion hinter einem Klick auf die Schlafkoje in der Pilotenbarracke; über einen Klick auf die Schleuse wurde das Programm beendet.
Als eines der ersten Spiele verwendete Wing Commander einen reaktiven Soundtrack, der sich an das Geschehen auf dem Bildschirm anpasste. Trifft der Spieler beispielsweise auf gegnerische Einheiten, wechselt die Hintergrundmusik zu einem Kampfthema. Sinkt die Panzerung des Spielerschiffs im Gefecht auf einen kritischen Wert, wird die Musik deutlich drängender, während diverse Melodiepassagen den erfolgreichen Abschuss eines Feindes, den Tod des eigenen Flügelmannes oder den Abschluss einer (Teil-)Mission signalisieren. Wing Commander zählte dabei zu den frühen prominenten Programmen, die neben MIDI-Sound zusätzlich Creatives Sound-Blaster-Soundkarte unterstützten. Die Musik wurde von George Alistair „The Fatman“ Sanger komponiert.

### Veröffentlichungen

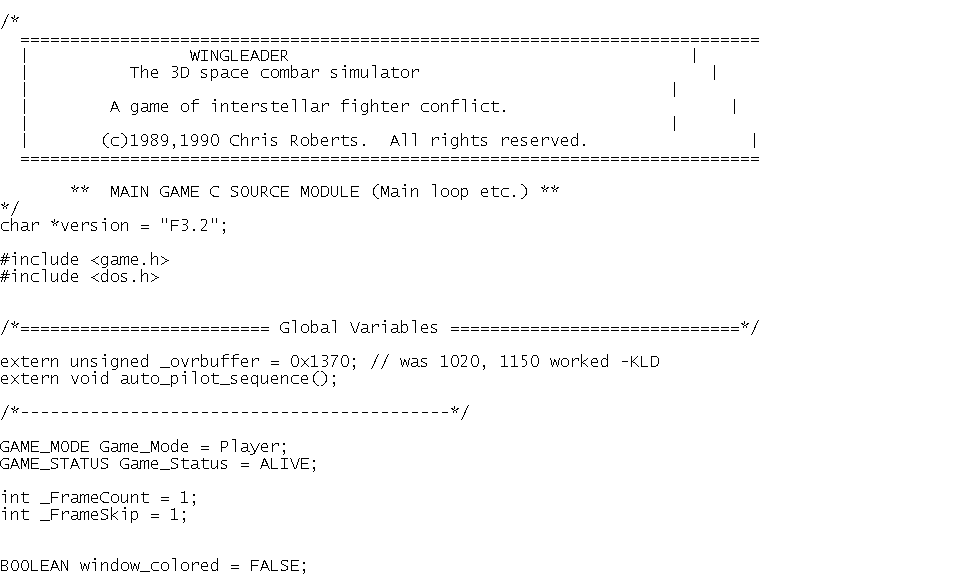
Ausschnitt des an die wcnews.com-Community übergebenen WC1-Quelltextes

Wing Commander wurde für den DOS-PC entwickelt und setzte neue Standards, da es eine VGA- oder MCGA-Grafikkarte voraussetzt, die Grafik in vollem Umfang aber erst bei mindestens 2 MB Arbeitsspeicher ausgibt und generell erst auf Systemen mit einem 80286-Prozessor oder besser flüssig läuft. PC-Spieler wollten zusätzlich zumindest eine AdLib-Soundkarte und einen Analog-Joystick  – Systemvoraussetzungen, die 1990 noch lang nicht jeder Desktop-PC mitbrachte. Am 20. November 1992 erschien eine Amiga-Version für Amiga 1000 und 500, und eine SNES-Version. Da auch die Amiga-Version auf A500- und A1000-Systemen durch die zu langsamen Hauptprozessoren fast zeitlupenartig ruckelte, wurden Turbokarten, die 32-Bit-Prozessoren wie den 68020, 68030 und teilweise eine Gleitkommaeinheit enthielten, zur Aufrüstung dieser Amigas immer beliebter, denn erst mit einem 68020-Prozessor kam es zu einer flüssigen Darstellung der Weltraumkämpfe. Am 1. März 1993 erschien auch die CD³²-Version, die zwar weitgehend der A500-Version entsprach, aber 256 Farben (anstatt nur 32 Farben) bot und mit den in den CD³²-Systemen fest verbauten 68020-CPUs flüssig spielbar war. Für das SNES wurden auch die für die PC-Version erhältlichen Zusatzmissionen The Secret Missions 1 portiert. Die Portierungen für den A500 und das SNES waren der PC-Version aufgrund der schwächeren Systemhardware grafisch und teilweise auch soundtechnisch unterlegen, lediglich die CD-32-Version kam aufgrund der höheren Farbtiefe grafisch etwas näher an die PC-Version heran. 1994 wurde Wing Commander auch für Sega Mega-CD produziert. 1994 erschien auch eine stark überarbeitete Version namens Super Wing Commander für den 3DO, die 1995 zusätzlich für Mac OS portiert wurde.
Auf dem DOS-PC galten die Wing-Commander-Spiele in der ersten Hälfte der 1990er Jahre als ressourcenhungrig und damit als Benchmark für einen spieletauglichen Gaming-PC.
Wing Commander Deluxe von 1992 für den PC umfasste das Grundspiel und die beiden Erweiterungen The Secret Missions 1 & 2.
Der Verkaufspackung des Spiels lag eine Reihe Begleitmaterialien bei, unter anderem eine Ausgabe des fiktiven Schiffmagazins Claw Marks mit Tipps und Hintergrundinformationen. Die Idee hierfür ging auf Co-Producer Warren Spector zurück, der ursprünglich aus dem Rollenspiel-Bereich kam.

### Wiederveröffentlichungen
Nach jahrelanger Nicht-Verfügbarkeit (Abandonware) veröffentlichte Electronic Arts am 14. November 2006 Wing Commander erneut in der SNES-Fassung als Teil seiner Sammlung EA Replay für die PSP.
Im August 2011 wurde auch die PC-Fassung des Basisspiels zusammen mit Wing Commander II für moderne Systeme optimiert und in einer kostenpflichtigen Download-Version DRM-frei wiederveröffentlicht.

### Quelltext-Archivierung
Der durch die Origin-Systems-Auflösung verloren geglaubte Quelltext von Wing Commander wurde im August 2011 durch einen ehemaligen Entwickler der Fan-Gemeinde zur Verfügung gestellt, um über eine Langzeitarchivierung ein endgültiges Verlorengehen zu verhindern.

## Rezeption
Wing Commander gilt als einer der maßgeblichen Titel für den Erfolg des PCs als Spieleplattform und setzte neue Maßstäbe in Sachen Grafik- und Sounddesign. Der amerikanische Spieleentwickler Allen Varney bezeichnete in seinem 2006 veröffentlichten Rückblick auf die Serie die Aufsehen erregende Präsentation des Spiels auf der Consumer Electronics Show 1990 als ausschlaggebenden Grund für LucasArts, die für das Weihnachtsgeschäft geplante Veröffentlichung von Secret Weapons of the Luftwaffe zu verschieben, um die Qualität des Spiels mit Blick auf den Konkurrenten zu verbessern. Wing Commander wurde 1990 mit dem Origins Award für das beste Computerspiel der Kategorie Fantasy/Science Fiction ausgezeichnet. Das US-amerikanische Computerspielmagazin Computer Gaming World zeichnete Wing Commander in seiner Ausgabe 11/1991 als Spiel des Jahres aus. Im November 1996 wurde Wing Commander vom selben Magazin auf Platz 7 der 150 besten Spiele aller Zeiten gewählt.

## Add-ons

### The Secret Missions

Logo der Secret Missions (PC)

Das erste Add-on The Secret Missions erschien bereits wenige Monate nach Wing Commander im Frühjahr 1991 und benötigt in der PC-Fassung eine Installation des Hauptspiels. Die SNES-Fassung wurde hingegen als separates Steckmodul vertrieben. Darin enthalten sind 16+2 neue Flugmissionen und ein neuer Handlungsfaden. Es handelt sich um Elemente, die Roberts nicht mehr ins Hauptspiel integrieren konnte und daher vorschlug, in der Tradition der Erweiterungspakete für das Rollenspiel Dungeons & Dragons diese als Mission-Pack zu veröffentlichen.
Mit Hilfe einer neuen Geheimwaffe an Bord des Schlachtschiffes Sivar zerstören die Kilrathi in einem Kommandounternehmen die dicht besiedelte Goddard-Kolonie der Menschen. Als die „Tiger’s Claw“, dem Notruf der Kolonie folgend, das System erreicht, findet sie nur noch einen vollkommen verwüsteten Planeten ohne Überlebende vor. Das Trägerschiff erhält daher den Auftrag, im Rahmen der Spezial-Operation „Thors Hammer“ den Kilrathis bis tief in ihr eigenes Territorium zu folgen und die neue Waffe zu zerstören.
Die 16 Missionen des Lösungsstranges verteilen sich auf sieben verschiedene Sonnensysteme mit Serien von jeweils 2–3 Missionen. Anders als im Hauptspiel gibt es keinen weit verzweigten Missionsbaum. Versagt der Spieler im Verlauf des Spiels nachhaltig, werden unabhängig vom derzeitigen Spielfortschritt bereits beim nächsten Systemwechsel die beiden alternativen Abschlussmissionen für eine misslungene Kampagne ausgeführt. Im Gegensatz zur PC-Fassung, die ein integraler Bestandteil des Hauptspiels ist, besitzt die SNES-Version einen Intro-Film, der in die Handlung des Add-ons einführt.
Wertungsspiegel PC
- Dragon Magazine 05/91: 5 von 6[38]

Wertungsspiegel SNES
- Mega Fun 12/93: 72 %[39]
- Total! 10/93: 2-[40]
- Video Games 11/93: 72 %[41]
- GamePro (US) 09/93[42]

### The Secret Missions 2: Crusade

Logo der Secret Missions 2

Die zweite Erweiterung erschien wenige Monate nach der ersten Erweiterung im Sommer 1991 und umfasst 16 neue Missionen mit einem eigenen Handlungsstrang.
Die Konföderation schließt eine Allianz mit den vogelähnlichen Bewohnern des Planeten Firekka. Doch eine große Flotte der Kilrathi fliegt in das Firekka-System ein und besetzt den Planeten. Die zahlenmäßig unterlegene Konföderation muss sich zurückziehen. Es stellt sich heraus, dass die Kilrathi den Planeten Firekka für eine heilige Zeremonie zu Ehren ihres Kriegsgottes Sivar auserwählt haben. In der Hoffnung, der Moral der Kilrathi einen empfindlichen Schlag zu versetzen, will das Flottenoberkommando den Planeten daher wieder befreien. Die Mission wird „Kreuzzug“ getauft und mit ihren Jägergeschwadern soll die „Tiger’s Claw“ den Weg für die Befreiungsaktion ebnen. Dabei trifft die Konföderation erstmals auf den neuen experimentellen Kilrathi-Jäger „Hhriss“.
Der Aufbau und die Abfolge der Secret Missions 2 verhält sich ähnlich wie bei der vorhergehenden Erweiterung. Die 16 Missionen des Lösungsstranges verteilen sich auf acht Serien von jeweils zwei Missionen. Versagt der Spieler im Verlauf des Spiels nachhaltig, werden nach Abschluss der laufenden Serie die beiden Abschlussmissionen für eine misslungene Kampagne ausgeführt. Diese gleichen den Missionen aus dem Siegerstrang. Allerdings bekommt man nach der letzten Mission eine Verlierer-Zwischensequenz. Die Erweiterung legt im Vergleich zum Hauptspiel und der ersten Erweiterung noch größeren Wert auf eine tiefgehende Handlung. Mit Kilrathi-Kronprinz Thrakath nar Kiranka, Ralgha „Hobbes“ nar Hhallas, dem Piloten Zachary „Jazz“ Colson und Geoffrey Tolwyn wurden wichtige Handlungscharaktere der Folgetitel eingeführt. Zudem wurde mit dem inszenierten Abschuss des Wingman Major Kien „Bossman“ Chen erstmals der Tod eines Crewmitglieds fest in das Handlungsskript integriert.
Wertungsspiegel PC
- ASM 10/91: 11 von 12[43]
- Power Play 7/91: Super![44]

## Super Wing Commander
Super Wing Commander war der Name der grafisch überarbeiteten und mit Sprachausgabe versehenen Version von Wing Commander für 3DO, die von Origin 1994 veröffentlicht wurde. Enthalten sind neben dem Grundspiel auch das Mission-Pack The Secret Mission 1 und einige neue Bonusmissionen, die zeitlich zwischen The Secret Missions 1 und 2 angesiedelt sind. Darin begibt sich die „Tiger’s Claw“ auf die Suche nach der Herkunft des Sivar-Schlachtschiffes, das in The Secret Missions für die Zerstörung der Goddard-Kolonie verantwortlich war, um die Produktionsanlagen zu zerstören.
Kritikpunkt an der 3DO-Version waren vor allem die langen Ladezeiten vom CD-Datenträger. 1995 folgte eine Portierung von Super Wing Commander auf den Apple Macintosh.
Wertungsspiegel
- Mega Fun 8/95: 83 %[46]
- Power Play 6/94: 80 %[47]
- Video Games 5/95: 69 %[45]
- EDGE 07/94: 7 von 10[48]